# Aprionus denticulus
Aprionus denticulus är en tvåvingeart som beskrevs av Berest 1986. Aprionus denticulus ingår i släktet Aprionus och familjen gallmyggor.
Artens utbredningsområde är Ukraina. Arten har ej påträffats i Sverige. Inga underarter finns listade i Catalogue of Life.